# WMV
 (енгл. Windows media video) је име за Мајкрософтов видео кодек базиран на MPEG 4 стандарду.
За WMV потребно је имати инсталиран оперативни систем Windows и на њему последњу верзију Windows Media Player-a, програма с којим се WMV може репродуковати (и други програми могу репродуковати видео-записе ако је на рачунару инсталиран одговарајући видео кодек, али је обично слика неквалитетна у том случају, због Мајкрософтове политике софтвера затвореног кода).
Верзије WMV 7 и 8 су власнички, тек је верзија 9 слободна за употребу.